# Transaminaze
Transaminaze ili aminotransferaze (u biokemiji) je naziv za enzime koji kataliziraju reakciju između aminokiseline i alfa-ketokiselina.
Ova reakcija podrazumijeva prijenos amino grupe s aminokiseline na α-ketokiselinu, pri čemu iz ketokiseline nastaje aminokiselina. Ova reakcija omogućuje tijelu da stvara određene vrste aminokiselina. 
Transaminaze kao koenzim koriste piridoksal-fosfat, koji u prvoj fazi reakcije prelazi u piridoksamin. Piridoksamin vezan za enzime reagira se piruvatom, oksalacetatom ili alfa-ketoglutaratom, pri čemu nastaju alanin, asparaginska kiselina ili glutaminska kiselina.
Koncentracije transaminaza u krvi važan je parametar u otkrivanju i praćenju određenih bolesti. Povišene vrijednosti transaminaza (AST, ALT) u krvi mogu ukazivati na oštečenje jetre.
Transaminaze:
- aspartat transaminaza (AST)
- alanin transaminaza (ALT)
- tirozin aminotranferaza
- ornitin aminotranferaza